# Arszyczyn
Arszyczyn (ukr. Аршичин) – wieś na Ukrainie, w obwodzie rówieńskim, w rejonie dubieńskim, w hromadzie Bokujma. W 2001 liczyła 210 mieszkańców.
W okresie międzywojennym wieś znajdowała się w granicach II RP, wchodząc w skład gminy Młynów w powiecie dubieńskim, w województwie wołyńskim.